# Menominee (Michigan)
Menominee è un comune degli Stati Uniti d'America, situato nello Stato del Michigan, nella contea di Menominee, della quale è il capoluogo. La città si trova nella cosiddetta penisola superiore.